# 현송점
현송점 또는 금 현송점 또는 정화 현송점이란 국제 거래 결제나 국가간 대금 상환에서 외국환 어음으로 상호지불하기보다 직접 금을 주고받아 결제하는 편이 유리하게 되는 환율 상의 한계점을 의미한다. 금의 수출입을 자유롭게 결정할 수 있는 금 본위제 하에서 가능하다.

## 적용
수요와 공급 법칙에 의하면 화폐의 변동폭은 어음이 청구된 지역과 어음을 지불할 지역 사이의 화폐 비용에 따라서 고정된다. 금 본위제 국가 간의 환율은 이러한 변동폭의 한계가 금 현송점에서 나타난다. 국외에 지불할 비용이 환율에 의해 결정된 상한점까지 오르게 되면, 수입국은 무역 수지 균형을 맞추기 위해 금으로 직접 결제하는 것이 더 낫게 된다. 반대로, 환율이 하한점보다 낮아지게 되면 각 국가는 수출품에 대해 금으로 직접 지불받는 것이 더 유리하게 된다. 환율의 변동이 현송점 안에 있을 경우, 일반적인 국제 거래의 결제는 어음의 대차를 이용한 상호지불만으로 이루어진다.

## 같이 보기
- 금 본위제
- 금유출